# Polypodium subfalcatum
Polypodium subfalcatum là một loài thực vật có mạch trong họ Polypodiaceae. Loài này được Blume miêu tả khoa học đầu tiên năm 1828.